# تی.کی. راجیو کومار
تی. کی. راجیو کومار (انگلیسی: T. K. Rajeev Kumar؛ زادهٔ ۱۹۶۱) کارگردان فیلم و تهیه‌کننده فیلم اهل هند است.
وی کارگردان فیلم‌هایی همچون برو راهتو برو و تاچولی بوده‌است.